# Nigropuncta
Nigropuncta D. Hawksw.  (nigropunkta) – rodzaj workowców. Należą do niego dwa gatunki, w Polsce występuje jeden.

## Systematyka i nazewnictwo
Pozycja w klasyfikacji według Index Fungorum: Incertae sedis, Incertae sedis, Incertae sedis, Incertae sedis, Pezizomycotina, Ascomycota, Fungi.
Rodzaj o bliżej nieustalonej taksonomii.
Nazwa polska według W. Fałtynowicza.

## Gatunki
- Nigropuncta groenlandica Alstrup 1993
- Nigropuncta rugulosa D. Hawksw. 1981 – nigropunkta drobna

Nazwy naukowe na podstawie Index Fungorum.  Nazwy polskie według W. Fałtynowicza.